# Strassenbahn St. Moritz
| Ansichtskarte mit Tram ca. 1920 |                     |                      |           |
| Streckenlänge: | 1,63 km             |                      |           |
| Spurweite: | 1000 mm (Meterspur) |                      |           |
| Stromsystem: | 500 Volt =          |                      |           |
| Maximale Neigung: | 55 ‰                |                      |           |
| Minimaler Radius: | 30 m                |                      |           |
| Streckengeschwindigkeit: | 20 km/h             |                      |           |
| |                     |                      |           |
| \| \| (-0,07) \| Depot \| Depot \| \| \| 0,00 \| St. Moritz-Bad \| 1775 m \| \| \| \| Stahlbad \| \| \| \| 0,40 \| St. Moritz Post \| 1775 m \| \| \| \| Inn \| \| \| \| \| Du Lac \| \| \| \| 0,80 \| Englische Kirche \| 1790 m \| \| \| \| Central \| \| \| \| \| Bellevue \| \| \| \| \| Belvedere \| \| \| \| \| Badrutt \| \| \| \| 1,63 \| St. Moritz Postplatz \| 1823 m \| |                     |                      |           |
| U-Bahn-Betriebs-/Güterbahnhof Streckenanfang (Strecke außer Betrieb) | (-0,07)             | Depot                | Depot     |
| U-Bahn-Haltepunkt / Haltestelle (Strecke außer Betrieb) | 0,00                | St. Moritz-Bad       | 1775 m    |
| U-Bahn-Haltepunkt / Haltestelle (Strecke außer Betrieb) |                     | Stahlbad             | Stahlbad  |
| U-Bahn-Haltepunkt / Haltestelle (Strecke außer Betrieb) | 0,40                | St. Moritz Post      | 1775 m    |
| U-Bahn-Brücke über Wasserlauf (Strecke außer Betrieb) |                     | Inn                  | Inn       |
| U-Bahn-Haltepunkt / Haltestelle (Strecke außer Betrieb) |                     | Du Lac               | Du Lac    |
| U-Bahn-Bahnhof (Strecke außer Betrieb) | 0,80                | Englische Kirche     | 1790 m    |
| U-Bahn-Haltepunkt / Haltestelle (Strecke außer Betrieb) |                     | Central              | Central   |
| U-Bahn-Haltepunkt / Haltestelle (Strecke außer Betrieb) |                     | Bellevue             | Bellevue  |
| U-Bahn-Haltepunkt / Haltestelle (Strecke außer Betrieb) |                     | Belvedere            | Belvedere |
| U-Bahn-Haltepunkt / Haltestelle (Strecke außer Betrieb) |                     | Badrutt              | Badrutt   |
| U-Bahn-Kopfbahnhof Streckenende (Strecke außer Betrieb) | 1,63                | St. Moritz Postplatz | 1823 m    |

Die Strassenbahn St. Moritz war ein Strassenbahnbetrieb im Kurort St. Moritz im Oberengadin im Kanton Graubünden. Er wurde am 5. Juli 1896 eröffnet, von Beginn an elektrisch betrieben und am 18. September 1932 eingestellt. Daraufhin wurde die einzige Linie durch eine Autobuslinie ersetzt. Zuständiges Verkehrsunternehmen war die gleichnamige Gesellschaft Strassenbahn St. Moritz, abgekürzt Str.St.M.

## Geschichte
Die Bahn verband die beiden Ortsteile St. Moritz-Dorf und St. Moritz-Bad miteinander und diente vor allem der Beförderung der Kurgäste. Die Strecke war etwa 1,6 km lang und wies bei der Englischen Kirche eine Ausweichstelle auf. Der kleinste Radius der Strecke betrug 30 m.
Als Besonderheit wurde die Strassenbahn nur in der Sommersaison betrieben. Sie war in einer Spurweite von 1000 Millimetern (Meterspur) ausgeführt und mit 500 Volt Gleichstrom elektrifiziert. Das 1892 erbaute Kraftwerk Charnadüra lieferte Gleichstrom nach St. Moritz Dorf, der tagsüber für die Strassenbahn und abends für die Beleuchtung verwendet wurde. Als 1913 das Ortsnetz auf Wechselstrom umgebaut war, diente die Gleichstrom-Gruppe nur noch der Strassenbahn. Die gesamte Strecke verlief auf Rillenschienen im Strassenraum. Die Reisezeit betrug acht Minuten. Eine Fahrt kostete 40 Rappen einfach und 60 Rappen retour, der Tarif wurde 1899 auf die Hälfte reduziert.
Das Depotgebäude befand sich in St. Moritz-Bad, circa 70 Meter hinter der eigentlichen Endhaltestelle. Die Strecke war zwischen der Endstation in St. Moritz-Bad und der Haltestelle St. Moritz Post eben und stieg ab da kontinuierlich, mit einer maximalen Steigung von 55 Promille, bis zur Endstation St. Moritz Postplatz an. Sie war durchgehend eingleisig angelegt, in der Streckenmitte bei der Englischen Kirche befand sich eine Ausweiche. Die Endstation St. Moritz-Bad war ebenfalls zweigleisig.
Das Tram hatte keinen Anschluss an den 1904 eröffneten Bahnhof St. Moritz. Es war zwar vorgesehen, diesen mit einer Art Ringstrecke zu erschliessen, für welche 1902 die Konzession erteilt wurde. Die Strecke hätte vom Postplatz über die heutige Via Serlas zum Bahnhof geführt und von da dem St. Moritzersee entlang ungefähr der heutigen Hauptstrasse 27 folgend, bis sie beim heutigen Kreisverkehr auf der Westseite des Sees auf die bestehende Trassee gestossen wäre. Bei Bedarf wäre auch Winterbetrieb erlaubt gewesen. Dieser Streckenausbau wurde nicht ausgeführt. 1918 wurde die Strassenbahn von der bisherigen Gesellschaft an die Gemeinde St. Moritz abgetreten. 1922 wurde nochmals ein Versuch zur Verlängerung der Strecke von St. Moritz Dorf zum Bahnhof RhB gemacht, um die bisherigen ungenügenden Fahrgastzahlen zu verbessern. Auch dieses Projekt scheiterte. Mit dem Bau des Kraftwerks Islas in der Charnadüra-Schlucht wurde das bisherige Kraftwerk mit der Gleichstrom-Generatorgruppe stillgelegt, was auch das Ende der Strassenbahn bedeutete. Die Gleisanlagen wurden 1940 abgebrochen.

## Fahrzeuge
Die Gesellschaft besass vier zweiachsige Triebwagen mit der Bezeichnung Ce 2/2, mit einer Höchstgeschwindigkeit von 20 Kilometern in der Stunde. Hersteller war MAN, die elektrische Ausrüstung stammte von Schuckert & Co. in Nürnberg. Diese Fahrzeuge waren sieben Tonnen schwer, sechs Meter lang und mit einem Rollenstromabnehmer ausgerüstet. Die blau-weissen Triebwagen hatten zehn Sitzplätze und eine Leistung von 40 Pferdestärken. Die Triebwagen hatten ursprünglich offene Führerstände, welche anlässlich der Generalüberholung der Triebwagen 1920 geschlossen wurden.
Als einziger Anhänger war ein kleiner offener Güterwagen ohne Betriebsnummer vorhanden, der mittels Trompetenkupplung an die Triebwagen gehängt werden konnte. Er wurde für den Gepäcktransport benutzt, konnte aber auch zum Turmwagen umgebaut werden.